# Sarnów (województwo lubelskie)
Sarnów – wieś w Polsce położona w województwie lubelskim, w powiecie łukowskim, w gminie Stanin.
| SIMC    | Nazwa      | Rodzaj    |
| ------- | ---------- | --------- |
| 1042213 | Borowina   | część wsi |
| 0689668 | Nowy Świat | część wsi |
| 0689674 | Resztówka  | część wsi |
| 0689680 | Sachalin   | część wsi |
| 0689697 | Złota Róża | część wsi |

Wieś szlachecka położona była w drugiej połowie XVI wieku w ziemi łukowskiej województwa lubelskiego. W latach 1975–1998 miejscowość położona była w województwie siedleckim.
Wieś po raz pierwszy wymieniona w dokumencie Jana Długosza z 1448 r. Na przestrzeni wieków folwark Sarnów często zmieniał właścicieli, ostatnimi właścicielami byli Dmochowscy, krewni Henryka Sienkiewicza. Działający wówczas młyn wodny nad Bystrzycą został zniszczony w czasie I wojny światowej.
W latach II wojny światowej w okolicach Sarnowa działały różne grupy partyzantów; w odwet za wykolejenie pociągu w miejscowości Szczygły Górne zostało rozstrzelanych 36 mieszkańców Sarnowa pojmanych w łapance.
Wieś stanowi sołectwo w gminie Stanin. Według Narodowego Spisu Powszechnego z roku 2011 wieś liczyła 830 mieszkańców.
Wierni Kościoła rzymskokatolickiego należą do parafii św. Anny w Jeleńcu.